# Бабичева, Екатерина Павловна
Екатерина Павловна Бабичева — советский хозяйственный и государственный деятель, Герой Социалистического Труда.

## Биография
Родилась в 1939 году в селе Вишнёво. Член КПСС.
В 1956—2000 — работница полеводческой бригады, звеньевая, учётчик тракторной бригады, бригадир полеводческой бригады, заведующая свинотоварной фермой колхоза имени Фрунзе Беловского района Курской области.
Указом Президиума Верховного Совета СССР от 23 декабря 1976 года присвоено звание Героя Социалистического Труда с вручением ордена Ленина и золотой медали «Серп и Молот».
Делегат XXV съезда КПСС.
Почётный гражданин Беловского района.
Живёт в селе Вишнёво.

## Награды и звания
- Герой Социалистического Труда (23.12.1976)
- Орден Ленина (06.09.1973, 23.12.1976)
- Орден Трудового Красного Знамени (08.04.1971)